# Walter Kendall Myers
Walter Kendall Myers (* 1937 in Washington, D.C.) ist ein ehemaliger ranghoher Beamter des Außenministeriums der Vereinigten Staaten. Im Jahr 2009 wurde er mit seiner Frau Gwendolyn Myers wegen vermuteter 30-jähriger Spionage für die Republik Kuba verhaftet. 2010 wurden sie verurteilt, Walter lebenslang, Gwendolyn für mehr als 5 Jahre.

## Werdegang
Kendall Myers ist der Enkel Gilbert Grosvenors und der Urenkel Alexander Graham Bells. Er besuchte die Brown University und machte später den Doktor der Philosophie an der Johns Hopkins University. Dort, und an der Georgetown und George Washington University unterrichtete er auch. Ab 1977 war er auch für das US-Außenministerium tätig. 1978 soll er von kubanischen Spionen angeworben worden sein. Von 2000 bis 2007 arbeitete er für das Bureau of Intelligence and Research und hatte dort täglich Zugriff auf Daten mit hohen Geheimhaltungsstufen. Allein im letzten Jahr seiner Tätigkeit soll er um die 200 Dokumente über Kuba abgerufen haben.
Am 6. Juni 2009 wurden er und seine Frau nach einer verdeckten Operation des FBI verhaftet, bei der sich ein FBI-Beamter als kubanischer Geheimdienstbeamter ausgab. Walter (Agent 202) und Gwendolyn Myers (Agentin 123) nutzten angeblich Kurzwellen-Radios, verschlüsselte E-Mails und direkte Übergaben, um mit Kuba zu kommunizieren. Außerdem sollen sie mehrmals Havanna besucht und 1995 Fidel Castro getroffen haben. Es wird von Seiten der ermittelnden Behörden angenommen, dass die Myers zumindest auch aus ideologischer Überzeugung für Kuba arbeiteten. Es wurden Tagebucheinträge wiedergegeben, in denen Kendall Myers unter anderem schrieb:

„I can see nothing of value that has been lost by the revolution. The revolution has released enormous potential and liberated the Cuban spirit.“

Ebenso bezeichnete er dort Fidel Castro als „one of the great political leaders of our time.“
Kendall und Gwendolyn Myers bekannten sich am 20. November 2009 teilweise schuldig. Kendall Myers wollte nach eigenem bekunden der USA nicht schaden, jedoch Kuba dadurch schützen, indem er ihnen ein möglichst adäquates Bild der feindlichen Haltung der USA zugänglich machte. Am 16. Juli 2010 wurde Kendall Meyers zu lebenslanger Haft ohne Möglichkeit auf frühzeitige Entlassung verurteilt, seine Frau zu 81 Monaten Haft.

### Reaktionen in Kuba
„Those who in one form or another have helped to protect the Cuban people from the terrorist plans and assassination plots organised by various U.S. administrations have done so at the initiative of their own conscience and are deserving, in my judgment, of all the honours in the world.“

Castro lehnte es ab, sich über die angebliche Spionagetätigkeit der beiden zu äußern, fügte jedoch hinzu, dass wenn dem so wäre, sie dafür gepriesen werden müssen.